# Cazals (Lot)
Pour les articles homonymes, voir Cazals.
Cazals est une commune française, située dans l'ouest du département du Lot en région Occitanie.
Elle est également dans la Bouriane, une région naturelle sablonneuse et collinaire couverte de forêt avec comme essence principale des châtaigniers.
Exposée à un climat océanique altéré, elle est drainée par le ruisseau de la Masse, le ruisseau de Luziers et par divers autres petits cours d'eau. Incluse dans le bassin de la Dordogne, la commune possède un patrimoine naturel remarquable composé de trois zones naturelles d'intérêt écologique, faunistique et floristique.
Cazals est une commune rurale qui compte 651 habitants en 2022.  Ses habitants sont appelés les Cazalais ou  Cazalaises.

## Géographie
Bastide située dans le Quercy, en Bouriane, sur la route nationale 673 entre Fumel et Gourdon. Elle est traversée par le ruisseau de la Masse.

### Communes limitrophes
Les communes limitrophes sont  Gindou, Marminiac, Montcléra et Salviac.
| Marminiac |           | Salviac |
|           | Cazals    | Gindou  |
|           | Montcléra |         |

### Climat
Pour des articles plus généraux, voir Climat de l'Occitanie et Climat du Lot.
En 2010, le climat de la commune est de type climat océanique altéré, selon une étude s'appuyant sur une série de données couvrant la période 1971-2000. En 2020, Météo-France publie une typologie des climats de la France métropolitaine dans laquelle la commune est toujours exposée à un climat océanique altéré et est dans la région climatique Aquitaine, Gascogne, caractérisée par une pluviométrie abondante au printemps, modérée en automne, un faible ensoleillement au printemps, un été chaud (19,5 °C), des vents faibles, des brouillards fréquents en automne et en hiver et des orages fréquents en été (15 à 20 jours).
Pour la période 1971-2000, la température annuelle moyenne est de 12,5 °C, avec une amplitude thermique annuelle de 15,6 °C. Le cumul annuel moyen de précipitations est de 904 mm, avec 11,7 jours de précipitations en janvier et 6,6 jours en juillet. Pour la période 1991-2020, la température moyenne annuelle observée sur la station météorologique la plus proche, située sur la commune de Gourdon à 16 km à vol d'oiseau, est de 13,1 °C et le cumul annuel moyen de précipitations est de 823,0 mm,. Pour l'avenir, les paramètres climatiques de la commune estimés pour 2050 selon différents scénarios d’émission de gaz à effet de serre sont consultables sur un site dédié publié par Météo-France en novembre 2022.

### Milieux naturels et biodiversité

#### Espaces protégés
La protection réglementaire est le mode d’intervention le plus fort pour préserver des espaces naturels remarquables et leur biodiversité associée,.
La commune fait partie de la zone de transition du bassin de la Dordogne, un territoire d'une superficie de 1 880 258 ha reconnu réserve de biosphère par l'UNESCO en juillet 2012,.

#### Zones naturelles d'intérêt écologique, faunistique et floristique
L’inventaire des zones naturelles d'intérêt écologique, faunistique et floristique (ZNIEFF) a pour objectif de réaliser une couverture des zones les plus intéressantes sur le plan écologique, essentiellement dans la perspective d’améliorer la connaissance du patrimoine naturel national et de fournir aux différents décideurs un outil d’aide à la prise en compte de l’environnement dans l’aménagement du territoire.
Deux ZNIEFF de type 1 sont recensées sur la commune :
« le Moulin du Touron » (210 ha), couvrant 2 communes du département et 
la « vallée de la Masse entre le Périé et la Passade » (53 ha), couvrant 3 communes du département
et une ZNIEFF de type 2, : 
les « ruisseaux de l'Herm et de la Masse » (661 ha), couvrant 8 communes du département.

Carte des ZNIEFF de type 1 et 2 à Cazals.
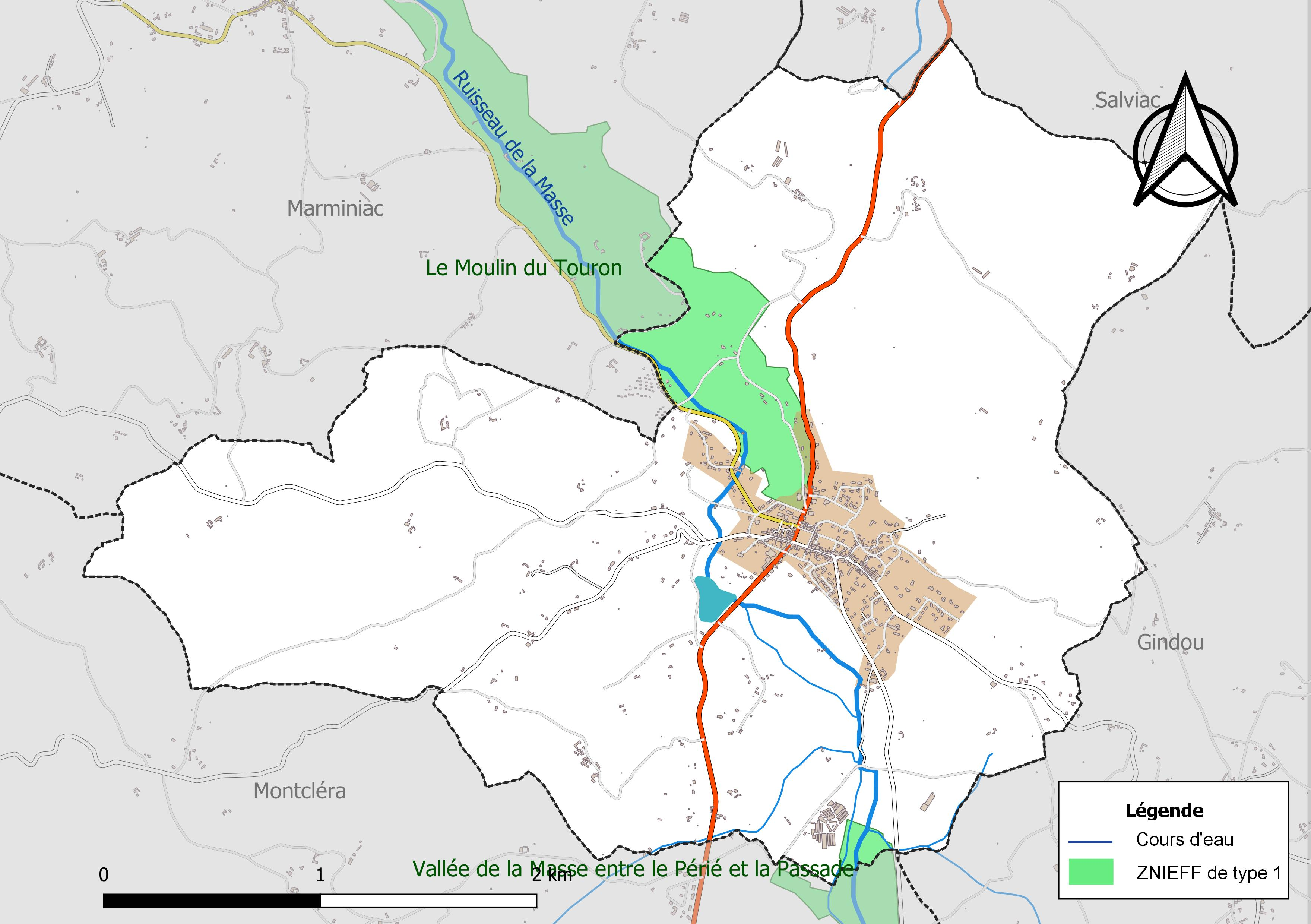
Carte des ZNIEFF de type 1 sur la commune.
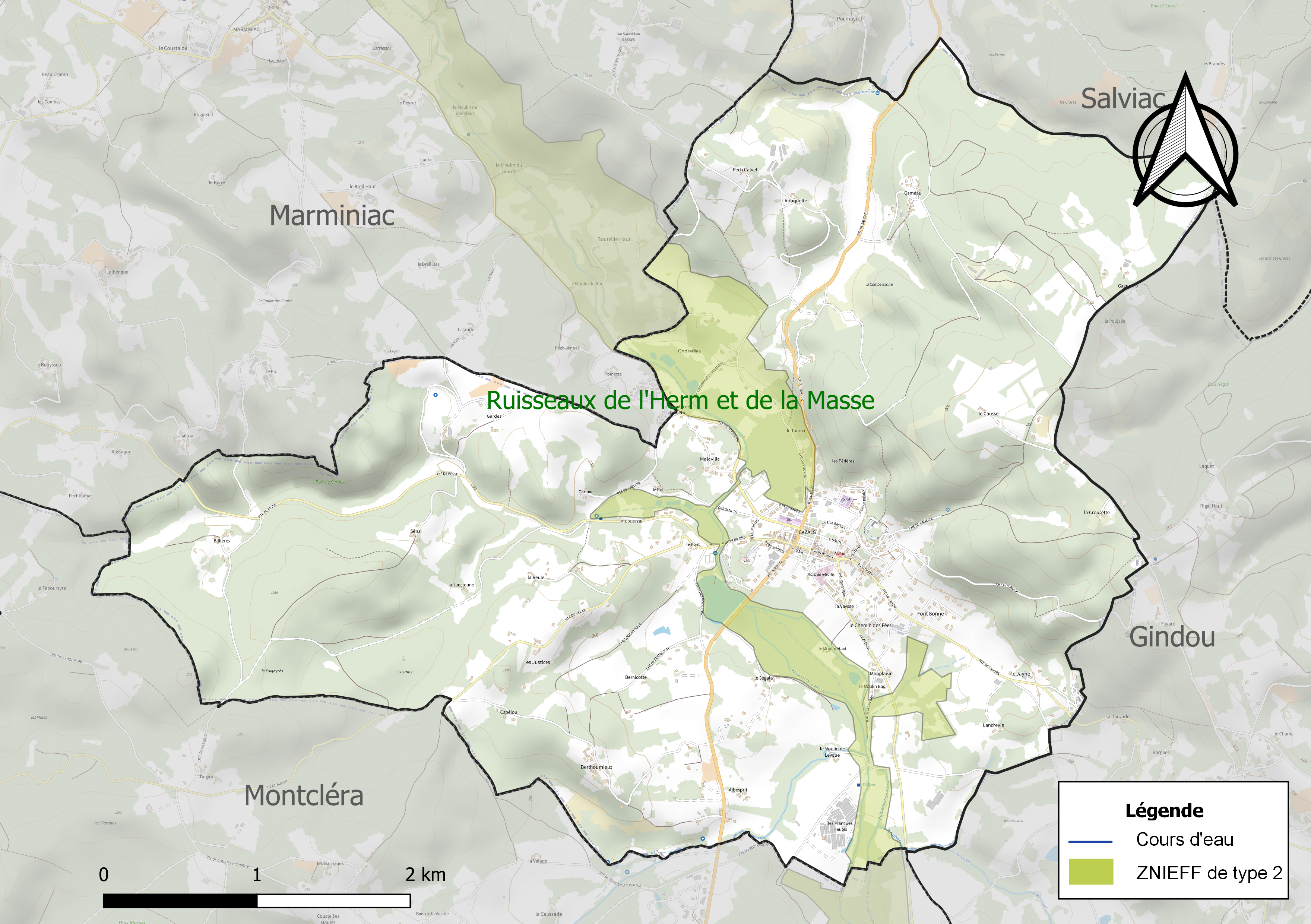
Carte de la ZNIEFF de type 2 sur la commune.

## Urbanisme

### Typologie
Au 1er janvier 2024, Cazals est catégorisée commune rurale à habitat dispersé, selon la nouvelle grille communale de densité à sept niveaux définie par l'Insee en 2022.
Elle est située hors unité urbaine et hors attraction des villes,.

### Occupation des sols
L'occupation des sols de la commune, telle qu'elle ressort de la base de données européenne d’occupation biophysique des sols Corine Land Cover (CLC), est marquée par l'importance des forêts et milieux semi-naturels (47,7 % en 2018), une proportion sensiblement équivalente à celle de 1990 (47,3 %). La répartition détaillée en 2018 est la suivante : 
forêts (47,7 %), zones agricoles hétérogènes (42,3 %), zones urbanisées (6,4 %), prairies (3,6 %). L'évolution de l’occupation des sols de la commune et de ses infrastructures peut être observée sur les différentes représentations cartographiques du territoire : la carte de Cassini (XVIIIe siècle), la carte d'état-major (1820-1866) et les cartes ou photos aériennes de l'IGN pour la période actuelle (1950 à aujourd'hui).

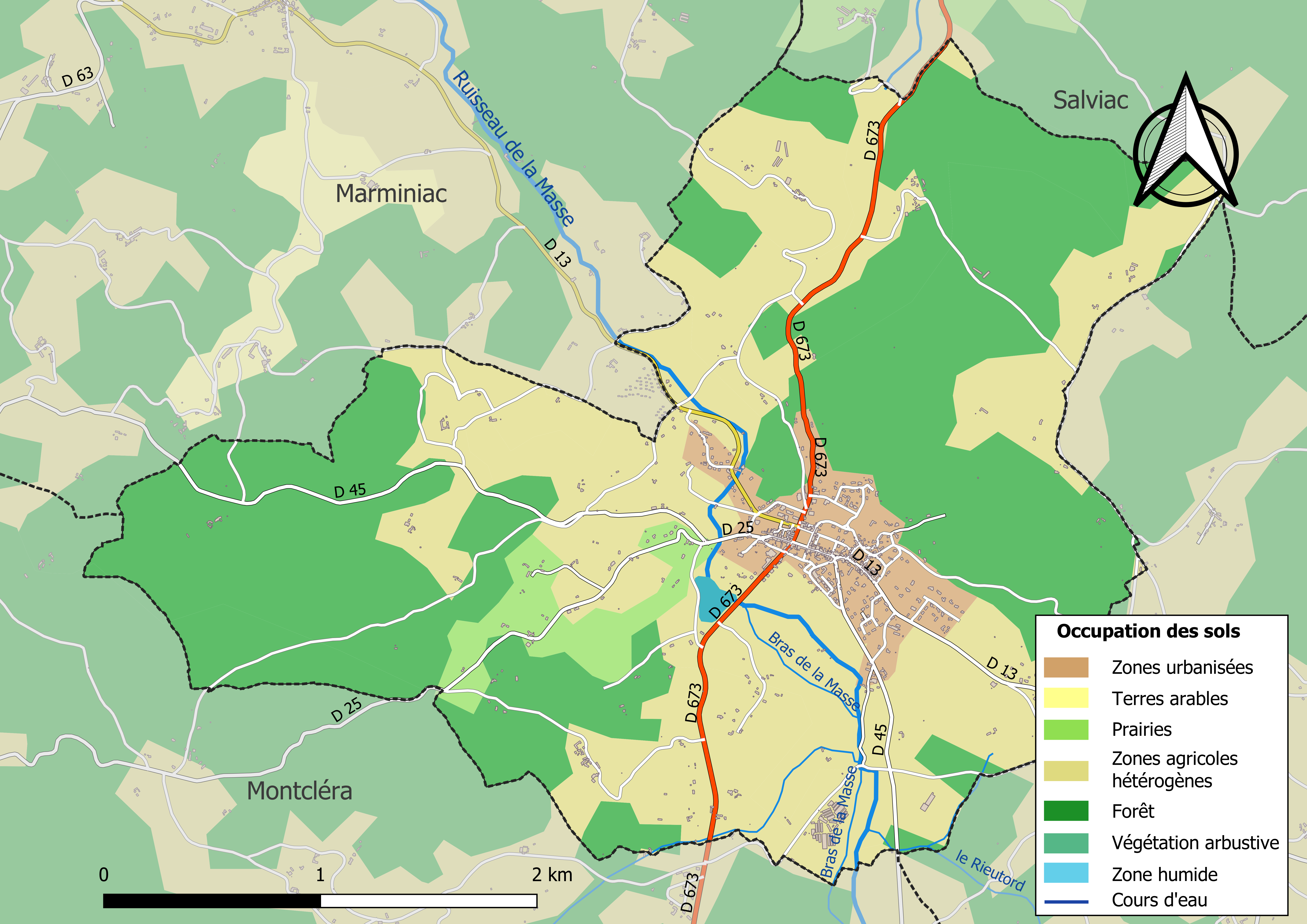
Carte des infrastructures et de l'occupation des sols de la commune en 2018 (CLC).

### Risques majeurs
Le territoire de la commune de Cazals est vulnérable à différents aléas naturels : météorologiques (tempête, orage, neige, grand froid, canicule ou sécheresse), inondations, feux de forêts, mouvements de terrains et séisme (sismicité très faible). Un site publié par le BRGM permet d'évaluer simplement et rapidement les risques d'un bien localisé soit par son adresse soit par le numéro de sa parcelle.
Certaines parties du territoire communal sont susceptibles d’être affectées par le risque d’inondation par débordement de cours d'eau, notamment le ruisseau de la Masse. La cartographie des zones inondables en ex-Midi-Pyrénées réalisée dans le cadre du XIe Contrat de plan État-région, visant à informer les citoyens et les décideurs sur le risque d’inondation, est accessible sur le site de la DREAL Occitanie. La commune a été reconnue en état de catastrophe naturelle au titre des dommages causés par les inondations et coulées de boue survenues en 1982, 1992 et 1999,.
Cazals est exposée au risque de feu de forêt du fait de la présence sur son territoire du massif Ouest. Un plan départemental de protection des forêts contre les incendies a été approuvé par arrêté préfectoral le 30 novembre 2015 pour la période 2015-2025. Les propriétaires doivent ainsi couper les broussailles, les arbustes et les branches basses sur une profondeur de 50 mètres, aux abords des constructions, chantiers, travaux et installations de toute nature, situées à moins de 200 mètres de terrains en nature
de bois, forêts, plantations, reboisements, landes ou friches. Le brûlage des déchets issus de l’entretien des parcs et jardins des ménages et des collectivités est interdit. L’écobuage est également interdit, ainsi que les feux de type méchouis et barbecues, à l’exception de ceux prévus dans des installations fixes (non situées sous couvert d'arbres) constituant une dépendance d'habitation.

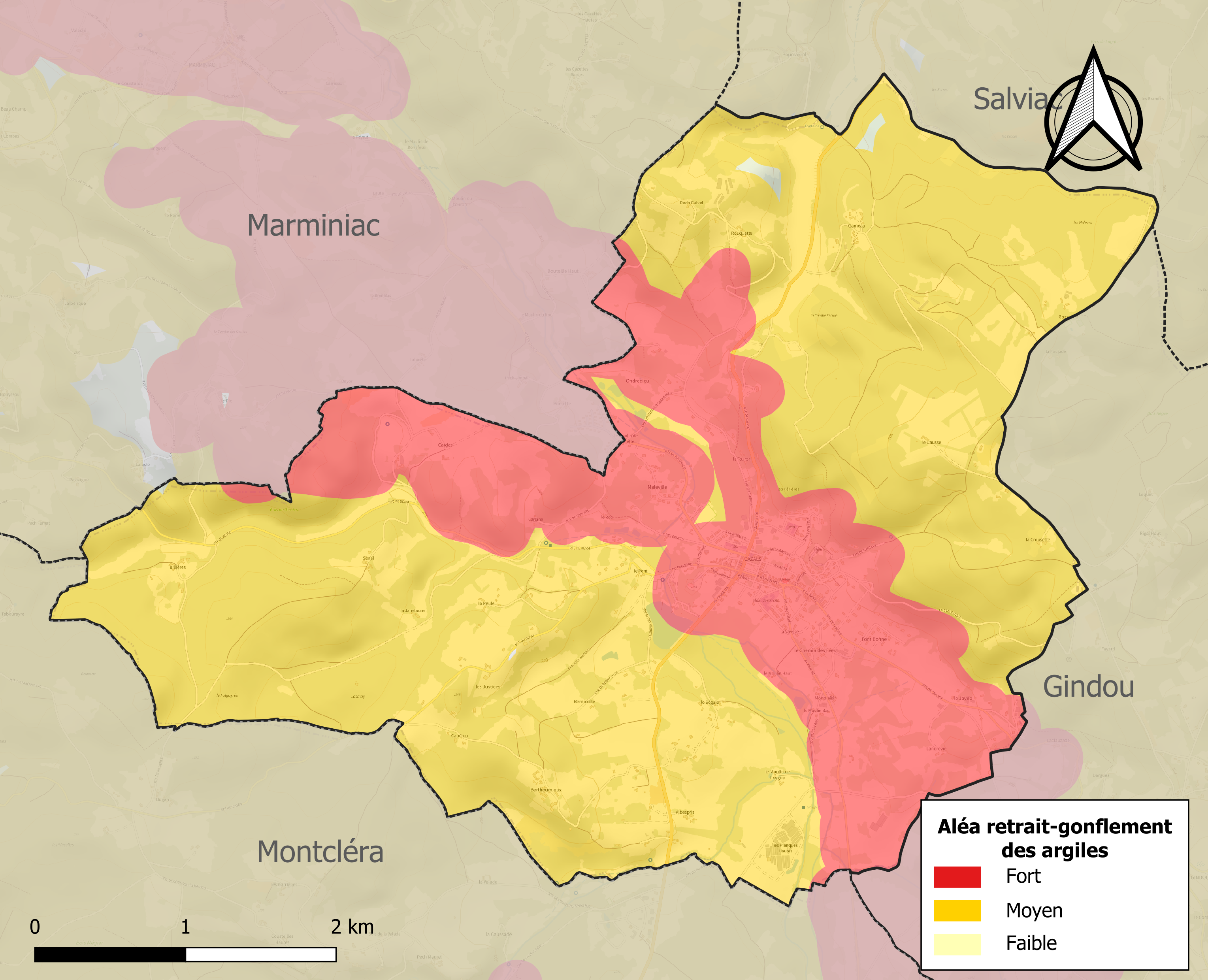
Carte des zones d'aléa retrait-gonflement des sols argileux de Cazals.

Les mouvements de terrains susceptibles de se produire sur la commune sont des affaissements et effondrements liés aux cavités souterraines (hors mines), des éboulements, chutes de pierres et de blocs, des glissements de terrain et des tassements différentiels. Par ailleurs, afin de mieux appréhender le risque d’affaissement de terrain, l'inventaire national des cavités souterraines permet de localiser celles situées sur la commune.
Le retrait-gonflement des sols argileux est susceptible d'engendrer des dommages importants aux bâtiments en cas d’alternance de périodes de sécheresse et de pluie. 99,8 % de la superficie communale est en aléa moyen ou fort (67,7 % au niveau départemental et 48,5 % au niveau national). Sur les 424 bâtiments dénombrés sur la commune en 2019, 424 sont en aléa moyen ou fort, soit 100 %, à comparer aux 72 % au niveau départemental et 54 % au niveau national. Une cartographie de l'exposition du territoire national au retrait gonflement des sols argileux est disponible sur le site du BRGM,.
Par ailleurs, afin de mieux appréhender le risque d’affaissement de terrain, l'inventaire national des cavités souterraines permet de localiser celles situées sur la commune.
Concernant les mouvements de terrains, la commune a été reconnue en état de catastrophe naturelle au titre des dommages causés par la sécheresse en 1989, 1990, 2009, 2011 et 2020 et par des mouvements de terrain en 1999.

## Toponymie
Le toponyme Cazals est basé sur casa pouvant désigner une maison. Le terme s'appliquait, au Moyen Âge, à une métairie.

## Histoire
Dans la vallée de la Masse, le bourg de Cazals se compose de trois pôles de peuplement successifs :
- une petite communauté rurale s'installe dès le Xe siècle, autour de l'église Notre-Dame-de-Ginolhac, formant un premier noyau, un pôle religieux ;
- plus tard, sur une hauteur situé au nord-est, des habitats viennent se grouper au pied du castrum des seigneurs de Gourdon, le pôle politique ;
- le troisième pôle se fixa entre les deux précédents : il s'agit de la bastide de Montolza fondée en 1319 par le sénéchal du roi d'Angleterre, Guillaume de Toulouse. À la croisée du chemin de pèlerinage vers Rocamadour et la route de l'Atlantique à la Méditerranée, la bastide jouera un rôle essentiellement économique caractérisé par une vaste place centrale, autour de laquelle s'organisent quelques habitations. Toutefois, il s'agit de ce que l'on pourrait nommer un village-place consacré aux foires et marchés qui avaient lieu autrefois le lundi et vendredi, chaque semaine.
Le castrum de Cazals est pris en 1189 par Richard Cœur de Lion quand son armée fait son entrée dans le Quercy. Le castrum est cité en 1196 dans le traité de Gaillon, quand il est rendu aux Gourdon.
Au début du XIIIe siècle, le château de Cazals est tenu par trois familles nobles, les Gourdon, les Guerre et les Bonafos.

### Liste des consuls
Les consuls de Cazals sous l'Ancien Régime sont :
|      | Nom                               | Lieu dit |
| ---- | --------------------------------- | -------- |
| 1723 | Raynal                            |          |
| 1737 | Cosledouat                        |          |
| 1758 | Lacaze                            |          |
| 1759 | Jean Bouge                        |          |
| 1760 | Combarel                          |          |
| 1761 | Lafon                             | Gardes   |
| 1762 | Pelatié Rouquaille (ou Roucaille) |          |
| 1773 | Jean Lalande                      |          |
| 1774 | Raymond Bilheret                  |          |

## Politique et administration

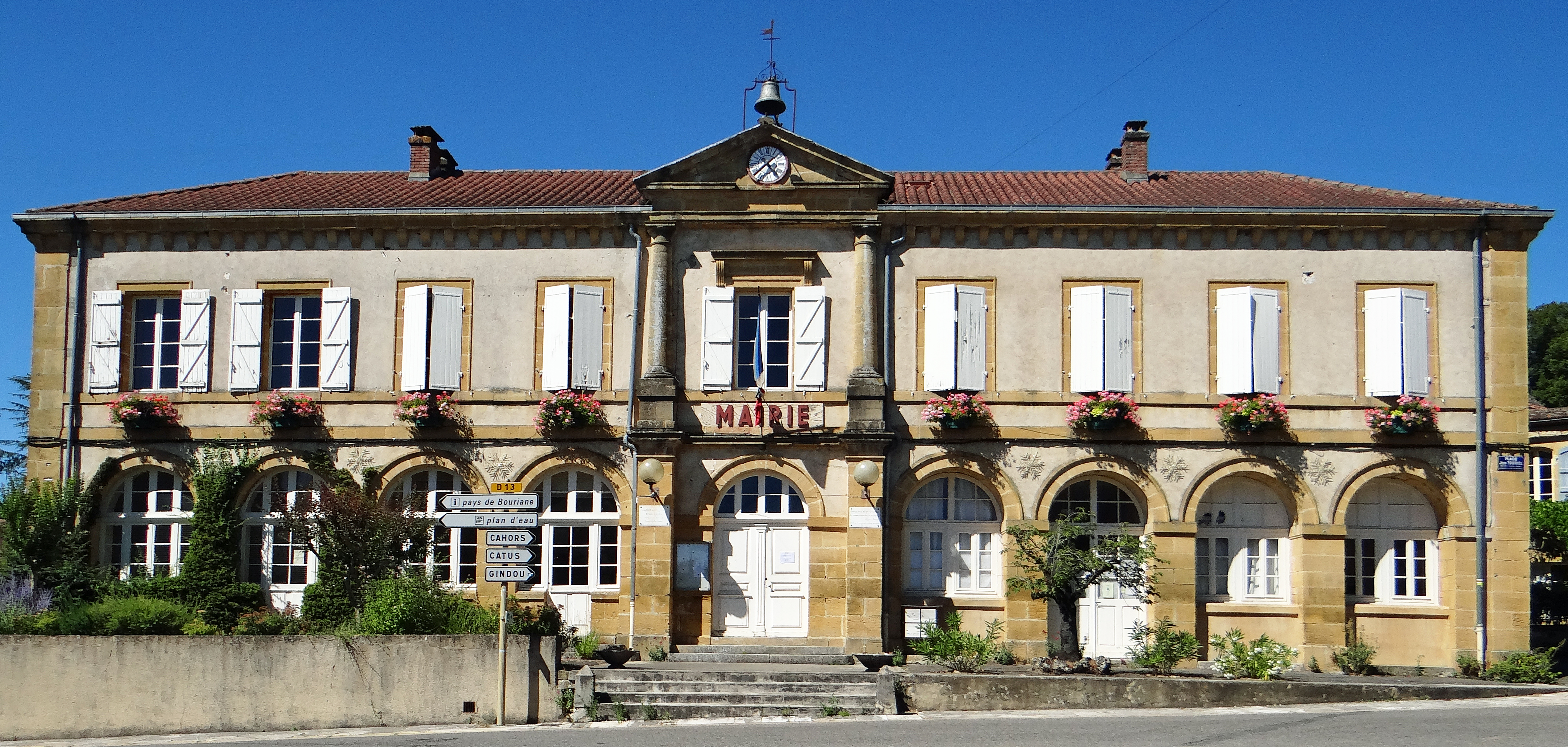
La mairie, place Joseph Touriol

| Période                                  | Période  | Identité                   | Étiquette | Qualité                       |
| ---------------------------------------- | -------- | -------------------------- | --------- | ----------------------------- |
| 2020                                     | En cours | Laurent Alazard            |           |                               |
| 2001                                     | 2019     | Thierry Martin             | PS        | médecin                       |
| 1995                                     | 2001     | Josette Delord             | SE        | enseignante retraitée         |
| 1965                                     | 1995     | Jean Milhau                | PRG       | pharmacien                    |
| 1959                                     | 1965     | Pierre Durand              |           |                               |
| 1956                                     | 1959     | Alphonse Ducouneau         |           |                               |
| 1929                                     | 1956     | Joseph Touriol             |           | Pharmacien Conseiller général |
| 1925                                     | 1929     | Albert Poujade             |           |                               |
| 1924                                     | 1925     | Louis Valette              |           |                               |
| 1919                                     | 1924     | Ludovic Cassot             |           |                               |
| 1892                                     | 1919     | Charles Joseph Calmeilles  |           |                               |
| 1891                                     | 1892     | Louis Vidilles             |           |                               |
| 1871                                     | 1891     | Gabriel Paulin Calmeilles  |           |                               |
| 1841                                     | 1871     | Mathurin Chastaignol       |           |                               |
| 1830                                     | 1848     | J. P. Chastaignol-Labaur   |           |                               |
| 1817                                     | 1830     | Jean Chastaignol           |           |                               |
| 1801                                     | 1817     | Antoine Justin Chastaignol |           |                               |
| 1798                                     | 1801     | Jean Delbreil              |           |                               |
| 1797                                     | 1798     | Antoine Chastaignol        |           |                               |
| 1796                                     | 1797     | Chastaignol-Laspeyrières   |           |                               |
| 1790                                     | 1796     | Pierre Auricoste           |           |                               |
| Les données manquantes sont à compléter. |          |                            |           |                               |

Liste des curés de Cazals
| Nom                       | Date      |
| ------------------------- | --------- |
| M. de Lapenché            | 1734 -... |
| M. de Cunhac de Maleville | .. - 1734 |
| M. Vernonis               |           |

## Démographie
L'évolution du nombre d'habitants est connue à travers les recensements de la population effectués dans la commune depuis 1793. Pour les communes de moins de 10 000 habitants, une enquête de recensement portant sur toute la population est réalisée tous les cinq ans, les populations de référence des années intermédiaires étant quant à elles estimées par interpolation ou extrapolation. Pour la commune, le premier recensement exhaustif entrant dans le cadre du nouveau dispositif a été réalisé en 2005.

En 2022, la commune comptait 651 habitants, en évolution de +3,99 % par rapport à 2016 (Lot : +1,31 %, France hors Mayotte : +2,11 %).
| 1793 | 1800 | 1806 | 1821 | 1831 | 1836 | 1841 | 1846 | 1851 |
| ---- | ---- | ---- | ---- | ---- | ---- | ---- | ---- | ---- |
| 668  | 718  | 684  | 876  | 748  | 801  | 799  | 774  | 816  |

| 1856 | 1861 | 1866 | 1872 | 1876 | 1881 | 1886 | 1891 | 1896 |
| ---- | ---- | ---- | ---- | ---- | ---- | ---- | ---- | ---- |
| 804  | 892  | 864  | 856  | 824  | 853  | 876  | 807  | 797  |

| 1901 | 1906 | 1911 | 1921 | 1926 | 1931 | 1936 | 1946 | 1954 |
| ---- | ---- | ---- | ---- | ---- | ---- | ---- | ---- | ---- |
| 754  | 688  | 619  | 527  | 481  | 483  | 467  | 463  | 402  |

| 1962 | 1968 | 1975 | 1982 | 1990 | 1999 | 2005 | 2006 | 2010 |
| ---- | ---- | ---- | ---- | ---- | ---- | ---- | ---- | ---- |
| 436  | 449  | 458  | 472  | 538  | 576  | 627  | 640  | 617  |

| 2015 | 2020 | 2022 | - | - | - | - | - | - |
| ---- | ---- | ---- | - | - | - | - | - | - |
| 627  | 643  | 651  | - | - | - | - | - | - |

## Économie

### Revenus
En 2018, la commune compte 292 ménages fiscaux, regroupant 546 personnes. La médiane du revenu disponible par unité de consommation est de 20 290 € (20 740 € dans le département).

### Emploi
|                | 2008  | 2013   | 2018  |
| -------------- | ----- | ------ | ----- |
| Commune        | 8,8 % | 14,8 % | 9,4 % |
| Département    | 7,3 % | 8,9 %  | 9,6 % |
| France entière | 8,3 % | 10 %   | 10 %  |

En 2018, la population âgée de 15 à 64 ans s'élève à 269 personnes, parmi lesquelles on compte 68,8 % d'actifs (59,4 % ayant un emploi et 9,4 % de chômeurs) et 31,2 % d'inactifs,. En  2018, le taux de chômage communal (au sens du recensement) des 15-64 ans est inférieur à celui de la France et du département, alors qu'en 2008 la situation était inverse.
La commune est hors attraction des villes,. Elle compte 288 emplois en 2018, contre 279 en 2013 et 302 en 2008. Le nombre d'actifs ayant un emploi résidant dans la commune est de 167, soit un indicateur de concentration d'emploi de 172,6 % et un taux d'activité parmi les 15 ans ou plus de 34 %.
Sur ces 167 actifs de 15 ans ou plus ayant un emploi, 81 travaillent dans la commune, soit 48 % des habitants. Pour se rendre au travail, 81,7 % des habitants utilisent un véhicule personnel ou de fonction à quatre roues, 0,6 % les transports en commun, 6,4 % s'y rendent en deux-roues, à vélo ou à pied et 11,3 % n'ont pas besoin de transport (travail au domicile).

### Activités hors agriculture

#### Secteurs d'activités
70 établissements sont implantés  à Cazals au 31 décembre 2019. Le tableau ci-dessous en détaille le nombre par secteur d'activité et compare les ratios avec ceux du département,.
| Secteur d'activité                                                                                        | Commune | Commune | Département |
| Secteur d'activité                                                                                        | Nombre  | %       | %           |
| --- | ------- | ------- | ----------- |
| Ensemble                                                                                                  | 70      | 100 %   | (100 %)     |
| Industrie manufacturière, industries extractives et autres                                                | 4       | 5,7 %   | (14 %)      |
| Construction                                                                                              | 12      | 17,1 %  | (13,9 %)    |
| Commerce de gros et de détail, transports, hébergement et restauration                                    | 21      | 30 %    | (29,9 %)    |
| Information et communication                                                                              | 1       | 1,4 %   | (1,8 %)     |
| Activités financières et d'assurance                                                                      | 1       | 1,4 %   | (2,8 %)     |
| Activités immobilières                                                                                    | 3       | 4,3 %   | (3,5 %)     |
| Activités spécialisées, scientifiques et techniques et activités de services administratifs et de soutien | 5       | 7,1 %   | (13,5 %)    |
| Administration publique, enseignement, santé humaine et action sociale                                    | 16      | 22,9 %  | (12 %)      |
| Autres activités de services                                                                              | 7       | 10 %    | (8,7 %)     |

Le secteur du commerce de gros et de détail, des transports, de l'hébergement et de la restauration est prépondérant sur la commune puisqu'il représente 30 % du nombre total d'établissements de la commune (21 sur les 70 entreprises implantées  à Cazals), contre 29,9 % au niveau départemental.

#### Entreprises et commerces
Les deux entreprises ayant leur siège social sur le territoire communal qui génèrent le plus de chiffre d'affaires en 2020 sont : 
- Lot Affutage, mécanique industrielle (439 k€)
- Attales Maconnerie, travaux de maçonnerie générale et gros œuvre de bâtiment (353 k€)

### Agriculture
|               | 1988 | 2000 | 2010 | 2020 |
| ------------- | ---- | ---- | ---- | ---- |
| Exploitations | 22   | 14   | 11   | 8    |
| SAU (ha)      | 289  | 268  | 337  | 322  |

La commune est dans la « Bourianne », une petite région agricole occupant une partiede l'ouest du territoire du département du Lot. En 2020, l'orientation technico-économique de l'agriculture  sur la commune est l'élevage porcin. Huit exploitations agricoles ayant leur siège dans la commune sont dénombrées lors du recensement agricole de 2020 (22 en 1988). La superficie agricole utilisée est de 322 ha,,.

## Culture locale et patrimoine

### Lieux et monuments
- Castrum de Cazals, Castrum classée au titre des monuments historiques en 1994[36]
- Sur la place où se trouve la salle des fêtes, il y a le monument aux morts.
- Hôtel de Salviac de Vielcastel. L'aile droite a été amputée pour la construction de la route.
- Hôtel du Juge Lavaur, ancien refuge protestant pendant les guerres de religion.
- Chapelle Saint-Jean-Gabriel-Perboyre de Cazals (chapelle du bourg)[37] construite dans les années 1873-1875.
- Église Notre-Dame-de-l'Assomption de Ginolhac[38] reconstruite dans les années 1890-1895.

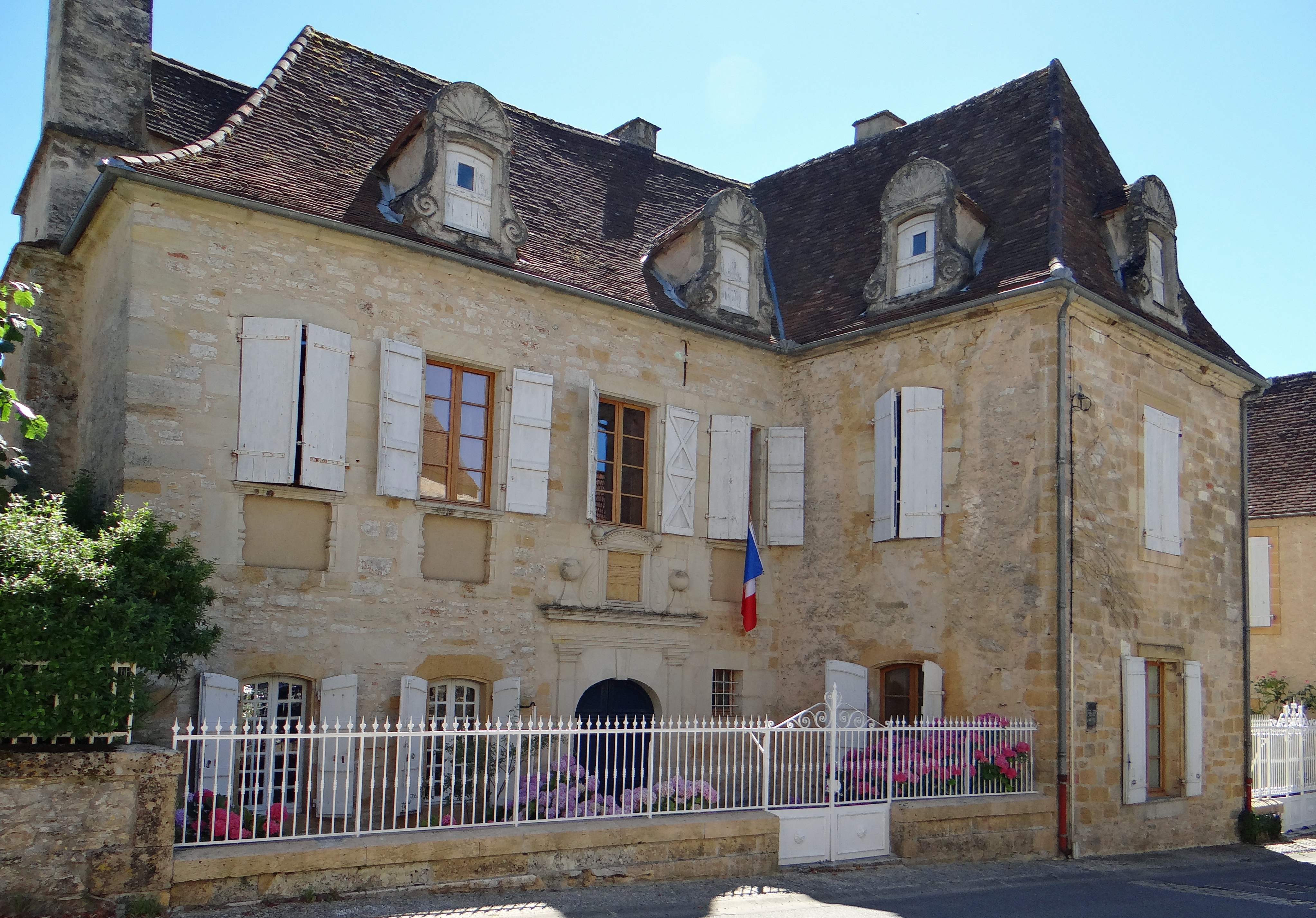
Hôtel de Salviac de Vielcastel
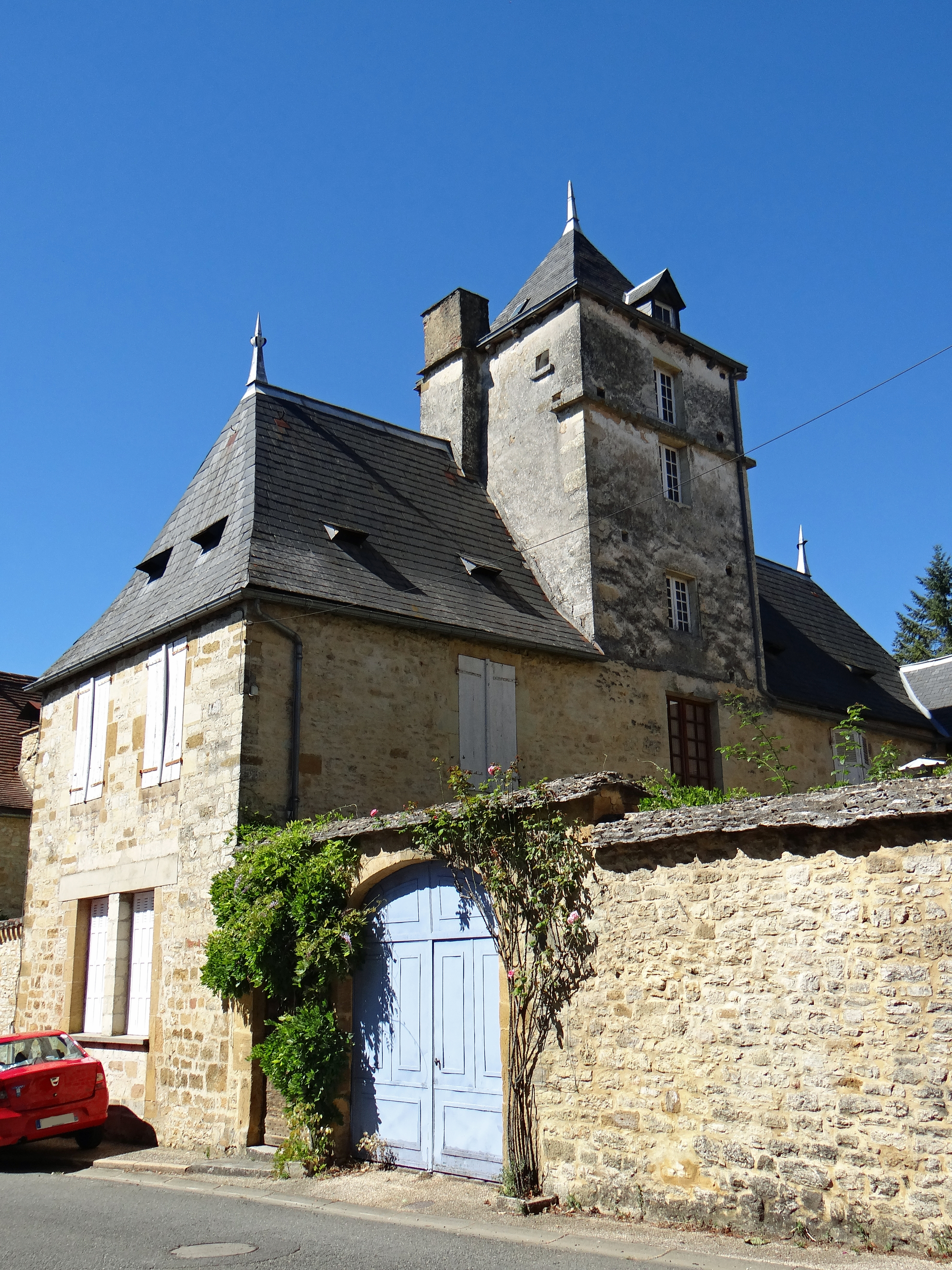
Maison  du Juge Lavaur
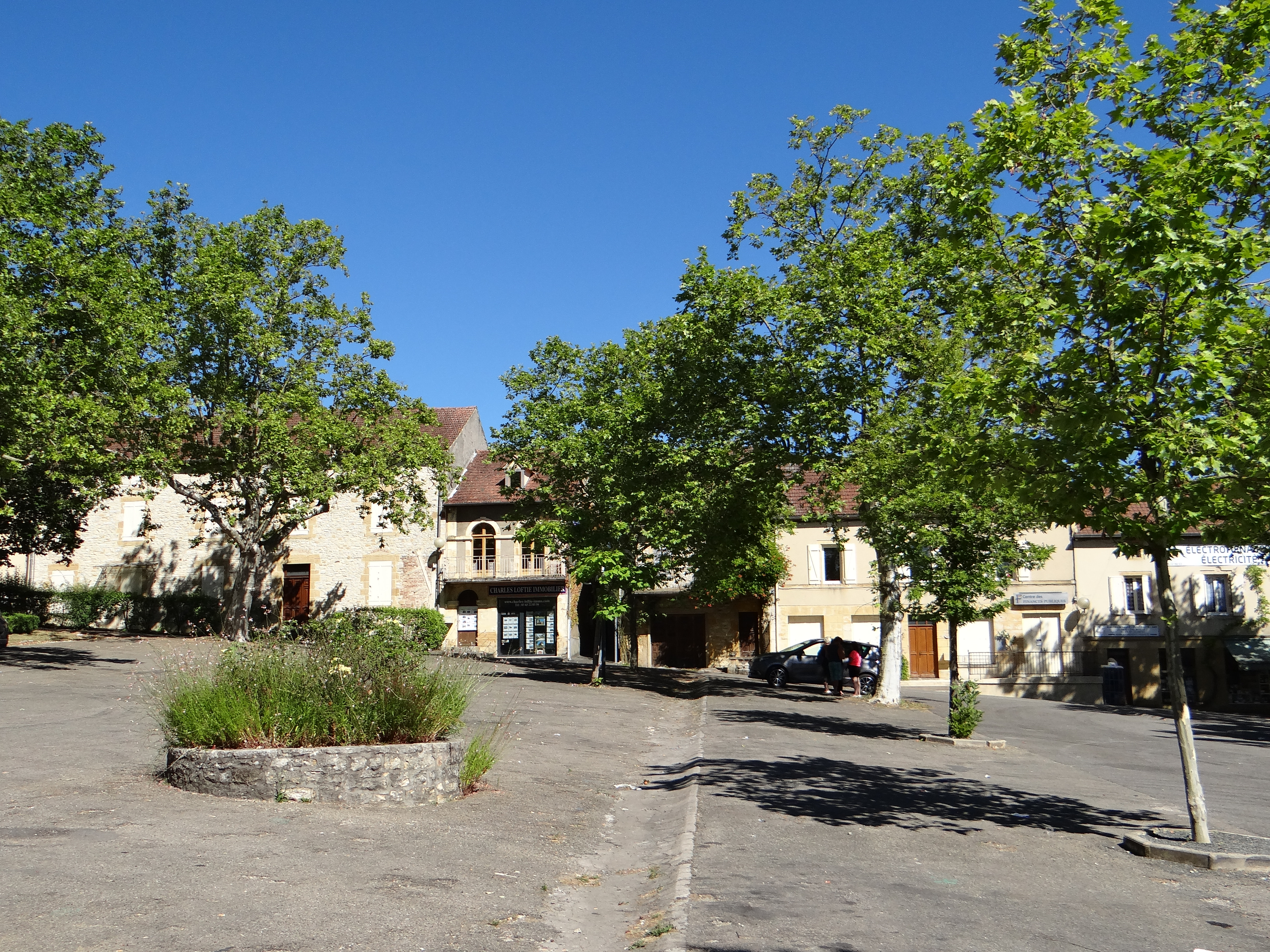
Place Hugues-Salel
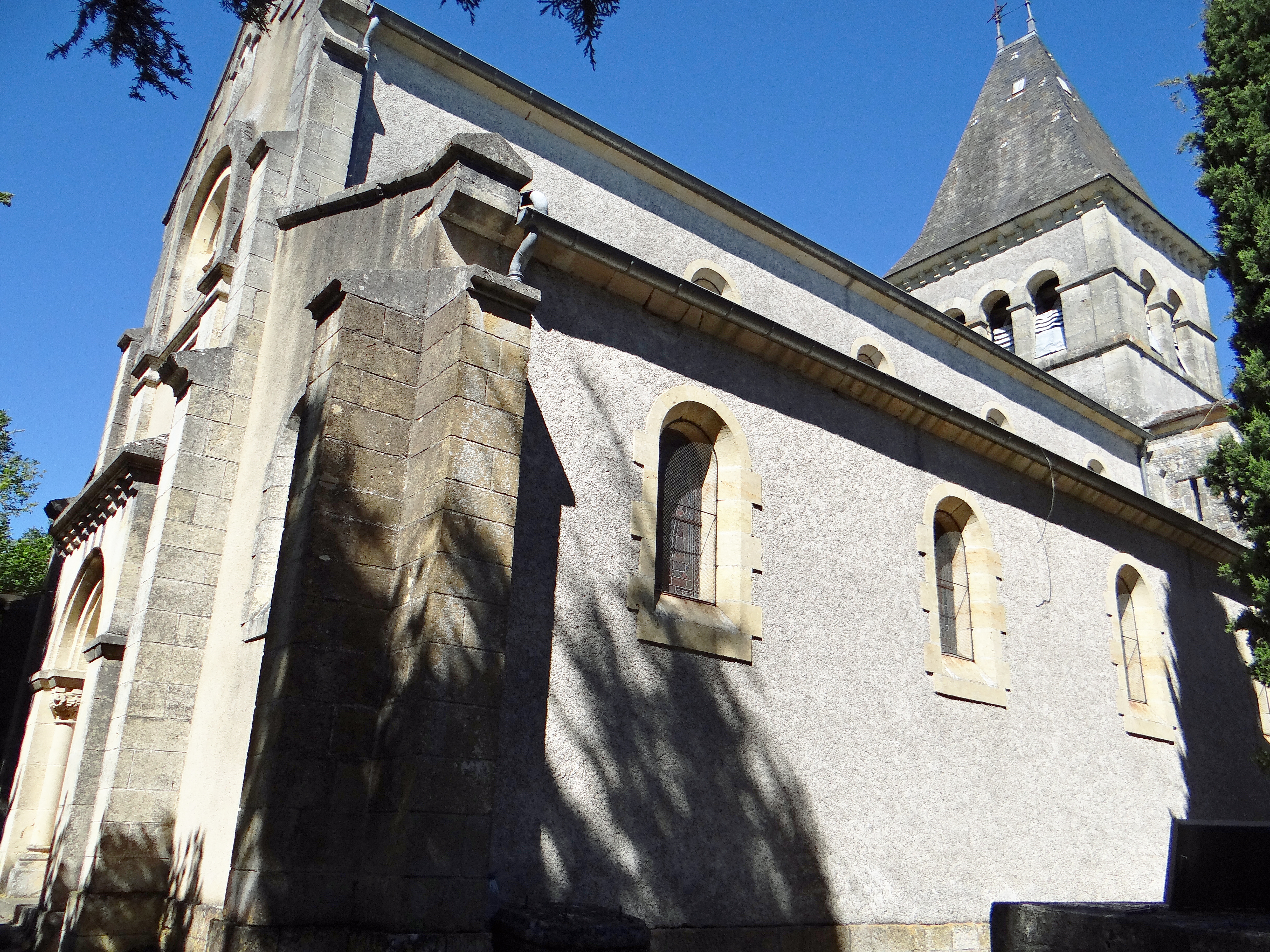
Église Notre-Dame-de-l'Assomption de Ginolhac
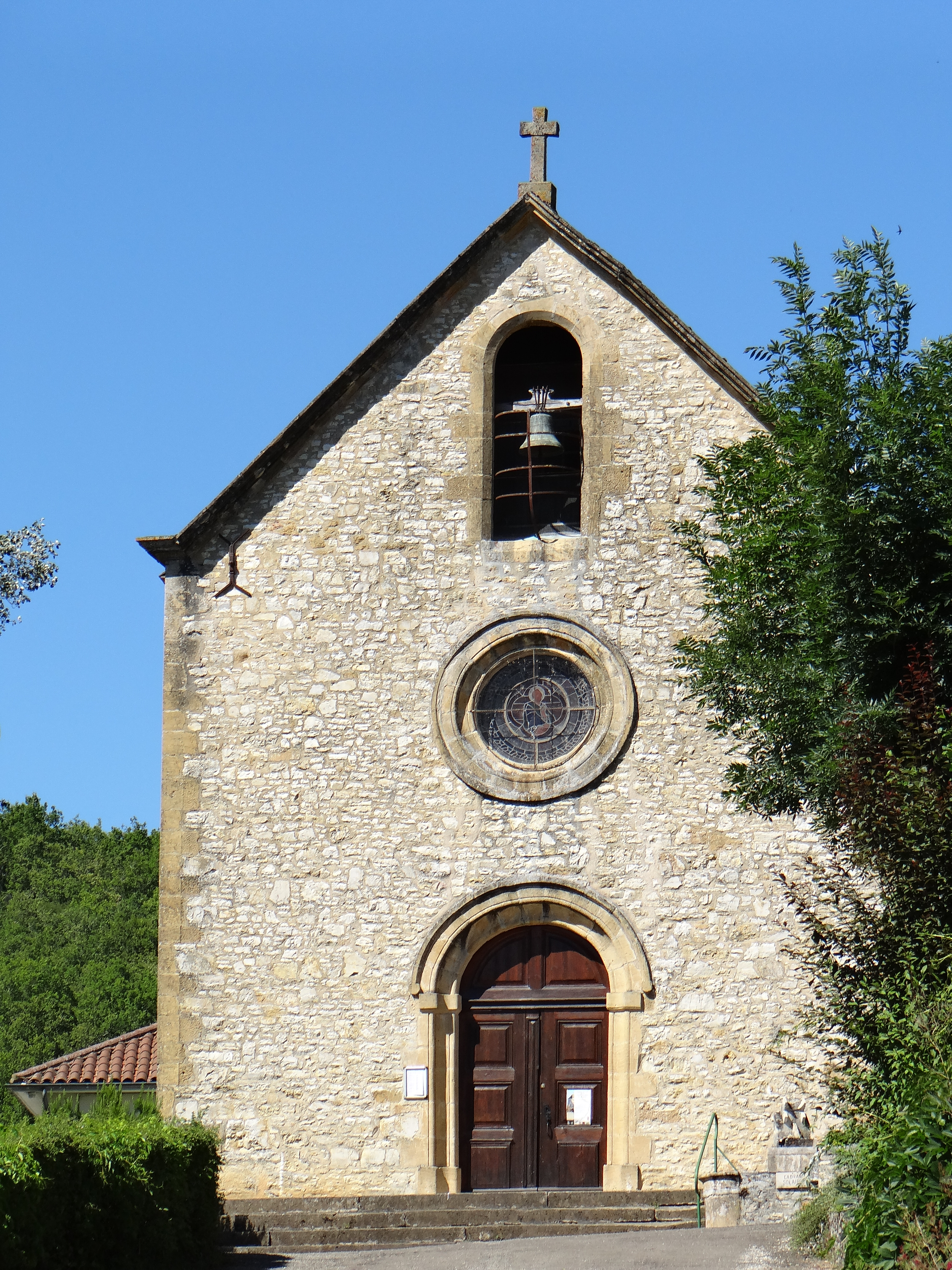
Chapelle du bourg
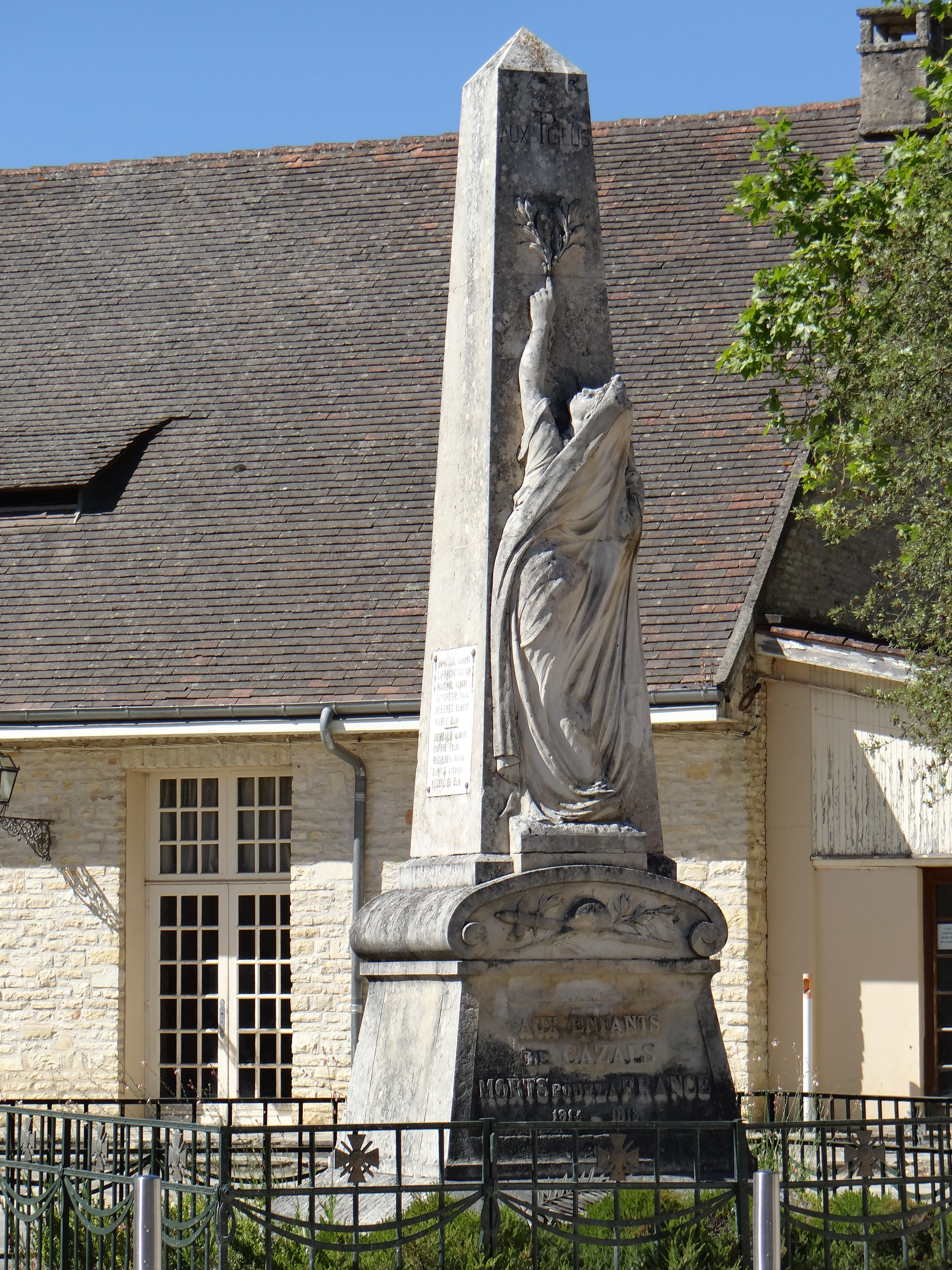
Monument aux morts

## Vie locale

### Culture et événement
La commune est partenaire depuis plusieurs années de la compagnie de danse contemporaine « Faits et gestes ».

### Personnalités liées à la commune
- Hugues Salel, écrivain.
- Roger Bissière.
- Yves Salgues, écrivain et journaliste.
- Joseph Touriol, pharmacien, chevalier de la légion d Honneur, maire de Cazals, conseiller général du Lot.

## Héraldique
| Blason de Cazals | Blason  | D'azur à deux pals de vair.                      |
| Blason de Cazals | Détails | Le statut officiel du blason reste à déterminer. |

#### Site de l'Insee
1. ↑  « La grille communale de densité », sur le site de l'Insee, 28 mai 2024 (consulté le 28 juin 2024).
2. ↑  Insee, « Métadonnées de la commune de Cazals ».
3. ↑  « Base des aires d'attraction des villes 2020. », sur le site de l'Insee, 21 octobre 2020 (consulté le 28 juin 2024).
4. ↑  Marie-Pierre de Bellefon, Pascal Eusebio, Jocelyn Forest, Olivier Pégaz-Blanc et Raymond Warnod (Insee), « En France, neuf personnes sur dix vivent dans l’aire d’attraction d’une ville », sur le site de l'Insee, 21 octobre 2020 (consulté le 28 juin 2024).
5. ↑  « REV T1 - Ménages fiscaux de l'année 2018 à Cazals » (consulté le 5 février 2022).
6. ↑  « REV T1 - Ménages fiscaux de l'année 2018 dans le Lot » (consulté le 5 février 2022).
7. 1 2  « Emp T1 - Population de 15 à 64 ans par type d'activité en 2018 à Cazals » (consulté le 5 février 2022).
8. ↑  « Emp T1 - Population de 15 à 64 ans par type d'activité en 2018 dans le Lot » (consulté le 5 février 2022).
9. ↑  « Emp T1 - Population de 15 à 64 ans par type d'activité en 2018 dans la France entière » (consulté le 5 février 2022).
10. ↑  « Base des aires d'attraction des villes 2020 », sur site de l'Insee (consulté le 10 avril 2021).
11. ↑  « Emp T5 - Emploi et activité en 2018 à Cazals » (consulté le 5 février 2022).
12. ↑  « ACT T4 - Lieu de travail des actifs de 15 ans ou plus ayant un emploi qui résident dans la commune en 2018 » (consulté le 5 février 2022).
13. ↑  « ACT G2 - Part des moyens de transport utilisés pour se rendre au travail en 2018 » (consulté le 5 février 2022).
14. ↑  « DEN T5 - Nombre d'établissements par secteur d'activité au 31 décembre 2019 à Cazals » (consulté le 14 février 2022).
15. ↑  « DEN T5 - Nombre d'établissements par secteur d'activité au 31 décembre 2019 dans le Lot » (consulté le 14 février 2022).

#### Autres sources
1. ↑  Carte IGN sous Géoportail
2. 1 2  Daniel Joly, Thierry Brossard, Hervé Cardot, Jean Cavailhes, Mohamed Hilal et Pierre Wavresky, « Les types de climats en France, une construction spatiale », Cybergéo, revue européenne de géographie - European Journal of Geography, no 501,‎ 18 juin 2010 (DOI 10.4000/cybergeo.23155, lire en ligne, consulté le 14 novembre 2023)
3. ↑  « Zonages climatiques en France métropolitaine. », sur pluiesextremes.meteo.fr (consulté le 14 novembre 2023).
4. ↑  « Orthodromie entre Cazals et Gourdon », sur fr.distance.to (consulté le 14 novembre 2023).
5. ↑  « Station Météo-France « Gourdon » (commune de Gourdon) - fiche climatologique - période 1991-2020 », sur donneespubliques.meteofrance.fr (consulté le 14 novembre 2023).
6. ↑  « Station Météo-France « Gourdon » (commune de Gourdon) - fiche de métadonnées. », sur donneespubliques.meteofrance.fr (consulté le 14 novembre 2023).
7. ↑  « Climadiag Commune : diagnostiquez les enjeux climatiques de votre collectivité. », sur meteofrance.fr, novembre 2022 (consulté le 14 novembre 2023).
8. ↑  « Les espaces protégés. », sur le site de l'INPN (consulté le 10 mai 2022).
9. ↑  « Liste des espaces protégés sur la commune », sur le site de l'inventaire national du patrimoine naturel (consulté le 2 septembre 2021).
10. ↑  « Réserve de biosphère du bassin de la Dordogne », sur mab-france.org (consulté le 2 septembre 2021).
11. ↑  « Bassin de la Dordogne - zone de transition - fiche descriptive », sur le site de l'inventaire national du patrimoine naturel (consulté le 1er septembre 2021).
12. 1 2  « Liste des ZNIEFF de la commune de Cazals », sur le site de l'Inventaire national du patrimoine naturel (consulté le 2 septembre 2021).
13. ↑  « ZNIEFF « le Moulin du Touron » - fiche descriptive », sur le site de l'inventaire national du patrimoine naturel (consulté le 2 septembre 2021).
14. ↑  « ZNIEFF la « vallée de la Masse entre le Périé et la Passade » - fiche descriptive », sur le site de l'inventaire national du patrimoine naturel (consulté le 2 septembre 2021).
15. ↑  « ZNIEFF les « ruisseaux de l'Herm et de la Masse » - fiche descriptive », sur le site de l'inventaire national du patrimoine naturel (consulté le 2 septembre 2021).
16. ↑  « CORINE Land Cover (CLC) - Répartition des superficies en 15 postes d'occupation des sols (métropole). », sur le site des données et études statistiques du ministère de la Transition écologique. (consulté le 14 avril 2021).
17. 1 2 3  « Les risques près de chez moi - commune de Cazals », sur Géorisques (consulté le 17 octobre 2022).
18. ↑  BRGM, « Évaluez simplement et rapidement les risques de votre bien », sur Géorisques (consulté le 13 septembre 2022).
19. ↑  DREAL Occitanie, « CIZI », sur occitanie.developpement-durable.gouv.fr (consulté le 13 septembre 2022).
20. ↑  « Dossier départemental des risques majeurs dans le Lot »(Archive.org • Wikiwix • Archive.is • Google • Que faire ?), sur lot.gouv.fr (consulté le 13 septembre 2022), partie 1 -  chapitre Risque inondation.
21. ↑  « Dossier départemental des risques majeurs dans le Lot »(Archive.org • Wikiwix • Archive.is • Google • Que faire ?), sur lot.gouv.fr (consulté le 13 septembre 2022).
22. ↑  « Dossier départemental des risques majeurs dans le Lot »(Archive.org • Wikiwix • Archive.is • Google • Que faire ?), sur lot.gouv.fr (consulté le 13 septembre 2022), chapitre Mouvements de terrain.
23. 1 2  « Liste des cavités souterraines localisées sur la commune de Cazals », sur georisques.gouv.fr (consulté le 13 septembre 2022).
24. ↑  « Retrait-gonflement des argiles », sur le site de l'observatoire national des risques naturels (consulté le 13 septembre 2022).
25. ↑  Gaston Bazalgues, À la découverte des noms de lieux du Quercy : Toponymie lotoise, Gourdon, Éditions de la Bouriane et du Quercy, juin 2002, 127 p. (ISBN 2-910540-16-2), p. 91.
26. ↑  Famille de Boysson, Livre de raison (1732-1789).
27. ↑  « Les maires de Cazals », sur Site francegenweb, 19 février 2011 (consulté le 15 octobre 2016).
28. ↑  L'organisation du recensement, sur insee.fr.
29. ↑  Calendrier départemental des recensements, sur insee.fr.
30. ↑  Des villages de Cassini aux communes d'aujourd'hui sur le site de l'École des hautes études en sciences sociales.
31. ↑  Fiches Insee - Populations de référence de la commune pour les années 2006, 2007, 2008, 2009, 2010, 2011, 2012, 2013, 2014, 2015, 2016, 2017, 2018, 2019, 2020, 2021 et 2022.
32. ↑  « Entreprises à Cazals », sur entreprises.lefigaro.fr (consulté le 14 février 2022).
33. ↑  « Les régions agricoles (RA), petites régions agricoles(PRA) - Année de référence : 2017 », sur agreste.agriculture.gouv.fr (consulté le 14 février 2022).
34. ↑  Présentation des premiers résultats du recensement agricole 2020, Ministère de l’agriculture et de l’alimentation, 10 décembre 2021
35. ↑  « Fiche de recensement agricole - Exploitations ayant leur siège dans la commune de Cazals - Données générales », sur recensement-agricole.agriculture.gouv.fr (consulté le 14 février 2022).
36. ↑  « Castrum », notice no PA00132875, sur la plateforme ouverte du patrimoine, base Mérimée, ministère français de la Culture, consultée le 28 novembre 2011.
37. ↑  Patrimoines Midi Pyrénées : chapelle du bourg
38. ↑  Patrimoines Midi Pyrénées : église Notre-Dame-de-l'Assomption